# Scopula extraordinaria
Scopula extraordinaria là một loài bướm đêm trong họ Geometridae.